# Enteroxenos
Genre
Synonymes
- Comenteroxenos Tikasingh, 1961[1]

Enteroxenos est un genre de mollusques gastéropodes au sein de la famille Eulimidae. Les espèces rangées dans ce genre sont marines et parasitent des échinodermes ; l'espèce type est Enteroxenos oestergreni.

## Distribution
Les espèces sont distribuées dans différents océans : dans l'océan Atlantique, en Scandinavie pour E. oestergreni ;  dans l'océan Pacifique, en Nouvelle-Calédonie pour E. bouvieri et au large de la Californie pour E. parastichopoli,.

## Liste d'espèces
Selon World Register of Marine Species (30 août 2017) :
- Enteroxenos bouvieri Risbec, 1953
- Enteroxenos muelleri (Semper, 1868)
- Enteroxenos oestergreni Bonnevie, 1902
- Enteroxenos parastichopoli (Tikasingh, 1961)